# 金罗店美兰湖景区

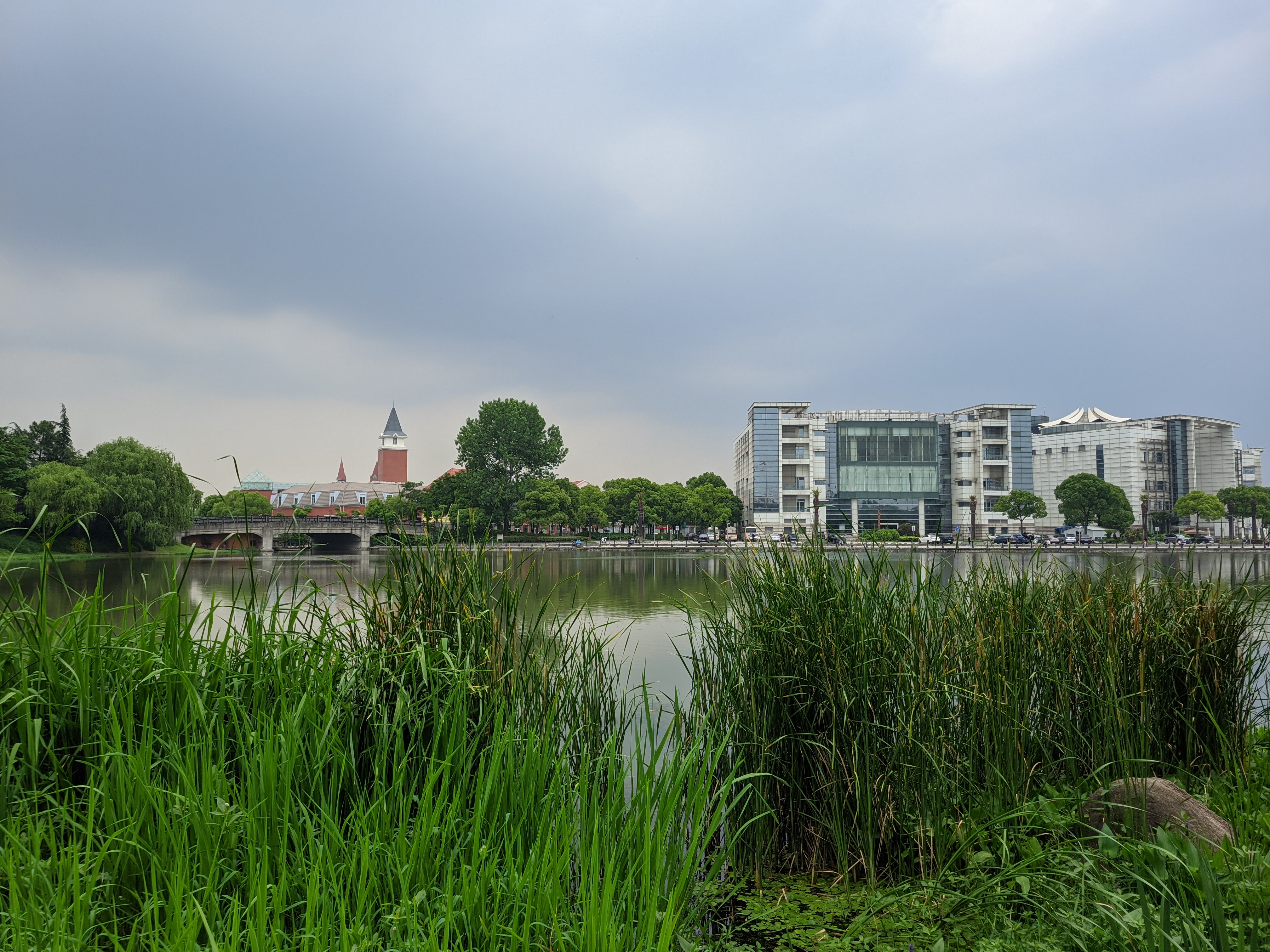
美兰湖

金罗店美兰湖景区是中華人民共和國上海市寶山區羅店鎮的一個景區，共分为美兰湖休闲文化区、高尔夫运动文化体验区、宝山寺佛教建筑文化区等三大片区。周边有地铁7号线美兰湖站。美兰湖休闲文化区內有上海第二大的人工湖美蘭湖，面積約20萬平方米。高尔夫运动文化体验区內有3400畝的美蘭湖高爾夫球場。宝山寺佛教建筑文化区內的寶山寺原名梵王宮（玉皇宮），始建於明朝正德六年（1511年），是一座佛教寺廟。2020年9月，金罗店美兰湖景区的國家4A級旅遊景區資格被取消。